# The Wyatt Family

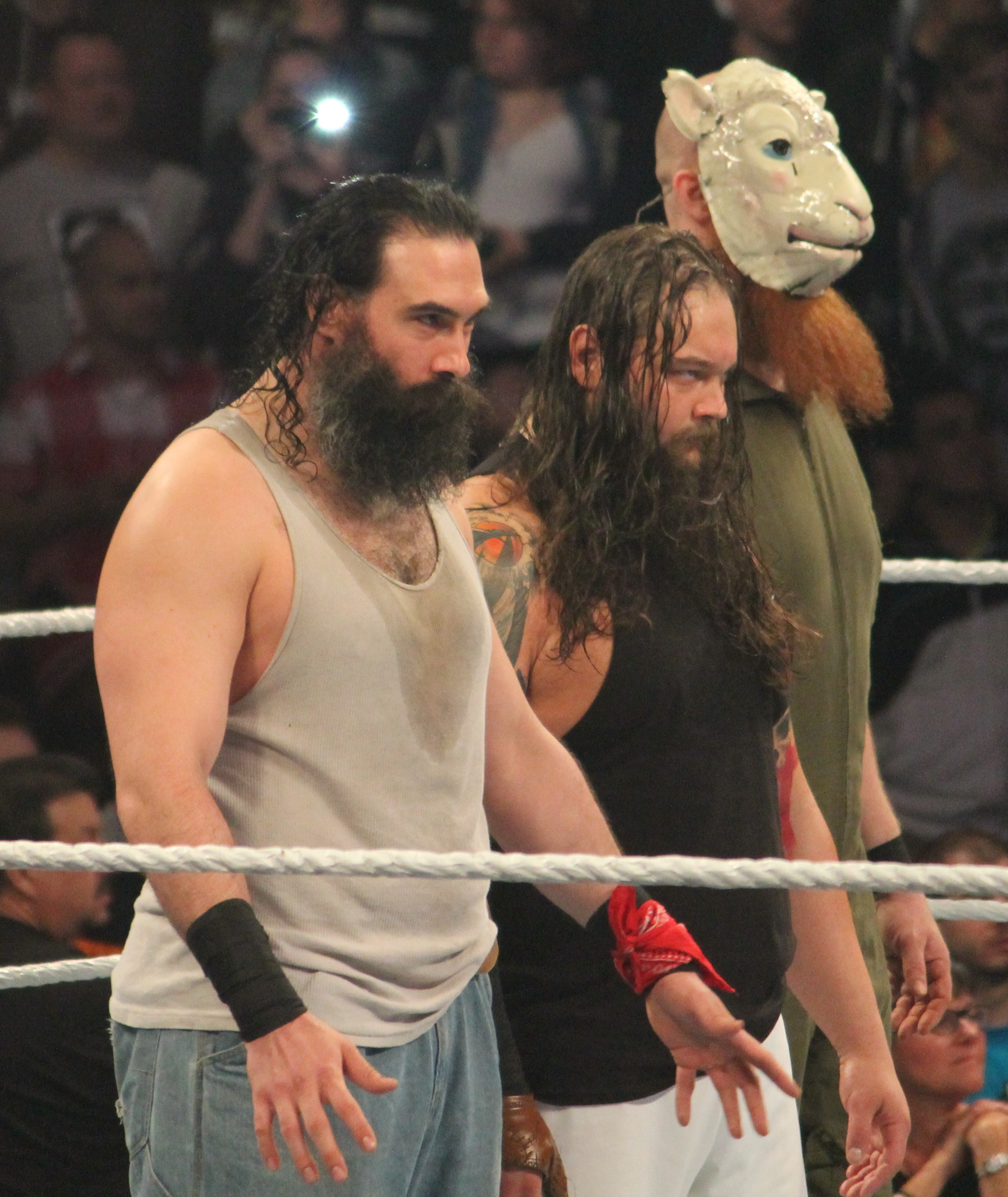
The Wyatt Family in Aprilie 2014

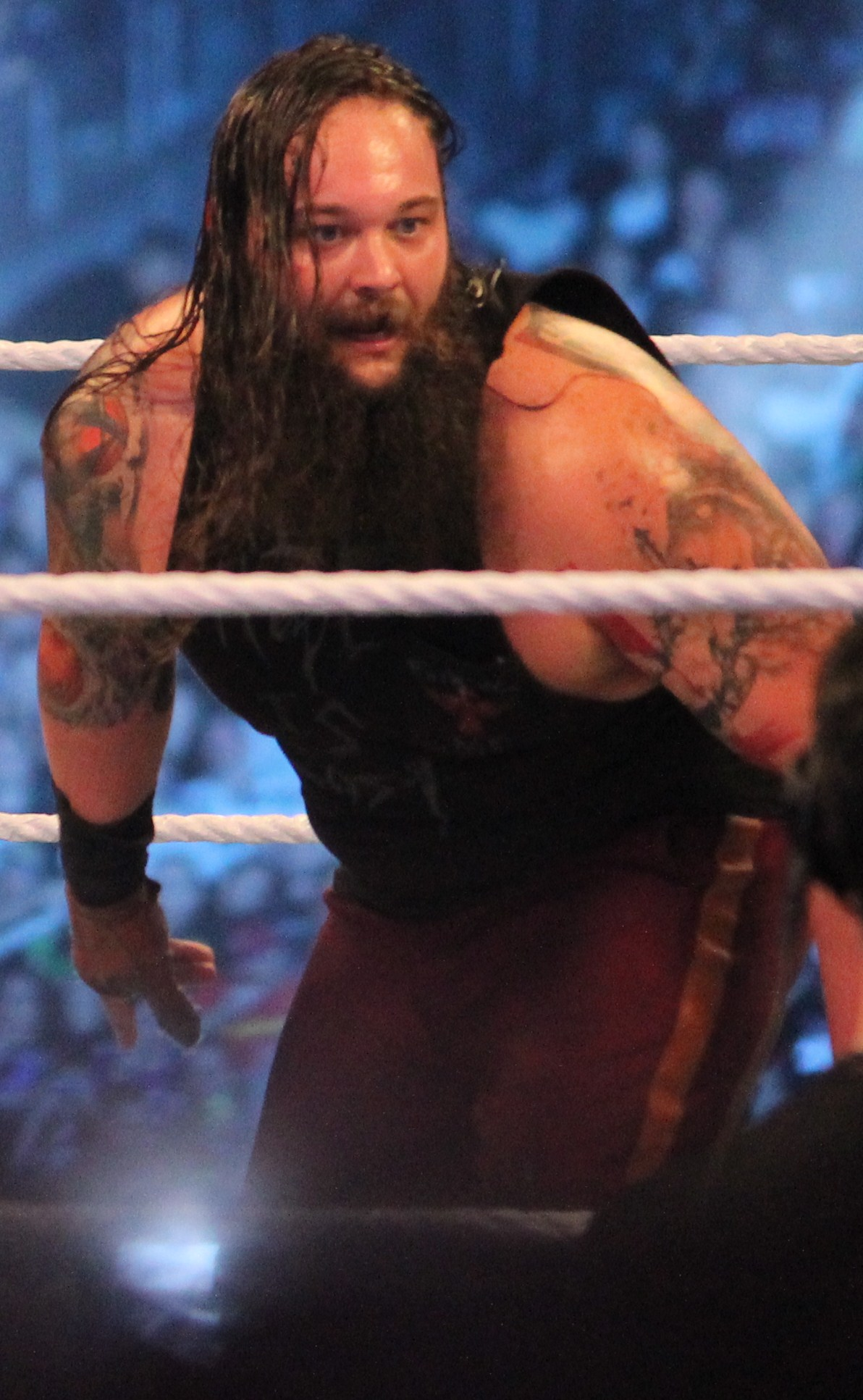
Bray Wyatt, liderul Familiei Wyatt

The Wyatt Family a fost un stable de wrestling profesionist din WWE. Acesta era inițial compus din Bray Wyatt, Luke Harper și Erick Rowan dar a-u mai făcut parte și Braun Strowman și Randy Orton.
În timpul său în teritoriul de dezvoltare al WWE, NXT, Harper și Rowan au câștigat Campionatele în Perechi din NXT. Familia Wyatt a început să meargă pe drumuri separate la sfârșitul anului 2014, după ce Bray Wyatt a anunțat că  "eliberea" pe Luke Harper si Erick Rowan. Harper și Rowan s-au reunit mai târziu în luna mai 2015, în timp ce Harper și Wyatt sau reunit în iulie 2015. În același an, Braun Strowman s-a alăturat ca membru. Și după o lună,  Rowan se reintegra in grup.
La Draft 2016, Bray și Rowan au fost trimiși la SmackDown , în timp ce Strowman la Raw, separând gruparea. La No Mercy, Harper și-a făcut reîntoarcerea după o accidentare formând din nou stable-ul. Și cu incorporația lui Orton la grupare,echipa a fost cunoscut sub numele de The New Wyatt Family.
Și alături de Randy Orton au câștigat Campionatele pe Echipe din SmackDown acesta fiind primul campionat a lui Bray Wyatt în WWE.

## În lupte
- Manevre de final în echipă
  - Dublu choke slam (Harper și Rowan); adaptat de la Frații de Distrugere
- Manevra de final a lui Wyatt

  - Sister Abigail (Swinging reverse STO)[1][2][3]
- Manevra de final a lui Harper
  - Discus rufe[4][5]
  - Truckstop (Spinning side slam) - NXT
- Manevra de final a lui Rowan
  - Full Nelson Slam
  - Rularea splash[6]
  - Waist-lift sitout side slam
- Manevra de final a lui Strowman
  - Lifting arm triangle choke
  - Overhead gutwrench cutter
- Manevra de final a lui Orton
  - RKO (Jumping cutter)

## Campionate și realizări
- Wrestling Observer Newsletter
  - Cel mai bun Gimmick (2013)[7]

- WWE NXT
  - NXT Tag Team Championship (1 dată) – Erick Rowan & Luke Harper

- WWE
  - SmackDown Tag Team Championship (1 data, prezent) - Bray Wyatt & Randy Orton